# 普朗歇尔定理

在数学中， 普朗歇尔定理（有时称为 Parseval-Plancherel 恒等式 ）是调和分析的一个结果，它由米歇爾·普朗歇爾于1910年证明。它指出一个函数的模的平方的积分等于其频谱的模平方的积分。也就是说，如果 {\displaystyle f(x)} 是实轴上的函数，且有频谱 {\displaystyle {\widehat {f}}(\xi )} ，那么
{\displaystyle \int _{-\infty }^{\infty }|f(x)|^{2}\,dx=\int _{-\infty }^{\infty }|{\widehat {f}}(\xi )|^{2}\,d\xi }
更精确的表述是，如果一个函数同时在 Lp 空间 {\displaystyle L^{1}(\mathbb {R} )} 和 {\displaystyle L^{2}(\mathbb {R} )} 中，那么它的傅里叶变换也在 {\displaystyle L^{2}(\mathbb {R} )}  中，且傅里叶变换是关于 {\displaystyle L^{2}} 范数的等距映射。这意味着， {\displaystyle L^{1}(\mathbb {R} )\cap L^{2}(\mathbb {R} )} 上的傅里叶变换可以唯一地扩张为一个 {\displaystyle L^{2}(\mathbb {R} )\mapsto L^{2}(\mathbb {R} )} 的等距同构 ，后者有时称为普朗歇尔变换。这个等距同构实际上是一个幺正映射。实际上，这使得平方可积函数的傅里叶变换成为可能。
普朗歇尔定理在 n 维欧几里德空间 {\displaystyle \mathbb {R} ^{n}} 上仍然有效 。更一般地，该定理对局部紧阿贝尔群也成立。对于满足某些技术上的假定的非交换局部紧群，还有另一个版本的普朗歇尔定理。这是非交换调和分析的主题。
傅里叶变换的幺正性在科学和工程领域通常被称为帕塞瓦尔定理，该定理基于一个用于证明傅里叶级数幺正性的早期结果（但不那么具有一般性）。

借助极化恒等式，我们还可以将普朗歇尔定理用于计算 {\displaystyle L^{2}(\mathbb {R} )} 中两个函数的内积。也就是说，设 {\displaystyle f(x)} 和 {\displaystyle g(x)} 是两个 {\displaystyle L^{2}(\mathbb {R} )} 中的函数，而 {\displaystyle {\mathcal {P}}} 表示普朗歇尔变换，则{\displaystyle \int _{-\infty }^{\infty }f(x){\overline {g(x)}}\,dx=\int _{-\infty }^{\infty }({\mathcal {P}}f)(\xi ){\overline {({\mathcal {P}}g)(\xi )}}\,d\xi ,}若 {\displaystyle f(x)} 和 {\displaystyle g(x)} 还是 {\displaystyle L^{1}(\mathbb {R} )} 函数，那么还有{\displaystyle ({\mathcal {P}}f)(\xi )={\widehat {f}}(\xi )=\int _{-\infty }^{\infty }f(x)e^{-2\pi i\xi x}\,dx,}和{\displaystyle ({\mathcal {P}}g)(\xi )={\widehat {g}}(\xi )=\int _{-\infty }^{\infty }g(x)e^{-2\pi i\xi x}\,dx,}于是有
{\displaystyle \int _{-\infty }^{\infty }f(x){\overline {g(x)}}\,dx=\int _{-\infty }^{\infty }{\widehat {f}}(\xi ){\overline {{\widehat {g}}(\xi )}}\,d\xi .}